# جان دوها
جان دوها (انگلیسی: John Duha; ۱۶ فوریهٔ ۱۸۷۵ – ۲۱ ژانویهٔ ۱۹۴۰) ژیمناست هنری و ورزشکار سه‌گانه اهل ایالات متحده آمریکا بود.